# Hydropsyche sinuata
Hydropsyche sinuata là một loài Trichoptera trong họ Hydropsychidae. Chúng phân bố ở miền Cổ bắc.